# Karl Clemens von Pellegrini
Karl Clemens Graf von Pellegrini (* 20. November 1720 in Verona; † 28. November 1796 in Wien) war k. k. Feldmarschall, Ritter des Ordens vom Goldenen Vlies und Großkreuz des Militär-Maria-Theresien-Ordens.

## Leben
Pellegrini diente mit seinen drei Brüdern Karl, Ignaz und Peter in der kaiserlichen Armee. Sein Bruder Giuseppe Luigi (1719–1799) wurde Jesuit und bekannter Kanzelredner.
Er kämpfte bereits 1734 bei der Belagerung von Philippsburg. Es gab zu dieser Zeit keine Pioniertruppe, stattdessen stellten die einzelnen Regimenter fähige Offiziere. Auch der Fähnrich Pellegrini befand sich darunter und er fiel dem Prinzen Eugen von Savoyen auf. Im folgenden Türkenkrieg wurde er 1737 zur Donau-Flottille versetzt, die aus neun Schiffe mit 22 bis 40 Kanonen sowie sechs Galeeren mit jeweils 36 Kanonen bestand. Deren Einsatz scheiterte am Unvermögen der Landstreitkräfte und Kompetenzwirrwar. Pellegrini lernte daraus: „weniger das, was im Krieurdege zu geschehen hat, als vielmehr das, was sorgfältig vermieden werden soll“. Er stieg die Ränge auf und war im Österreichischen Erbfolgekrieg Major und Oberstleutnant. Mit Beginn des Siebenjährigen Krieges 1756 war er Oberst im Infanterieregiment „Daun“.
In der Schlacht bei Breslau zeichnete er sich mit seiner Brigade aus, als er dem Angriff von vier preußischen Kavallerieregimentern standhielt. Ebenfalls kämpfte er am 14. Oktober 1758 bei Hochkirch. 1759 wurde er zum Generalmajor befördert und kommandierte am 3. Dezember im Gefecht von Maxen eine aus Grenadieren und Karabiniers zusammengesetzte Brigade. In der Schlacht bei Torgau führte er zusammen mit seinem Bruder dem Feldmarschall-Leutnant Friedrich Peter von Pellegrini († 1765) an der Spitze des Kürassierregiments „Buccow“ den Angriff. Am 4. Dezember 1758 erhielt er für Breslau das Ritterkreuz des Maria-Theresien-Ordens.
Nach dem Krieg wurde er 1764 zum Feldmarschall-Leutnant befördert. Als 1765 das Kommandeurskreuz des Maria-Theresien-Ordens gestiftet wurde, gehörte er zu den ersten neun Empfängern. Anschließend stieg er in der Verwaltung schnell auf. Er wurde Kommandierender General in Oberösterreich, dann Generalinspektor der Infanterie und Hofkriegsrat. Im Jahre 1767 erhielt er das Infanterie-Regiment Nr. 49. Im Jahre 1769 bekam er das Kommando über das Ingenieur-, Mineur,- Sappeurkorps und avancierte bis 1778 zum Feldmarschall. Bald nach seiner Ernennung war er auch Generaldirektor des gesamten Genie- und Fortifikationswesens. Unter seiner Leitung erhielten die Feldmesser, Schanzgräber und Mineure eine Organisation und Ausbildung. Außerdem unter seiner unmittelbaren Leitung 1780 die Festungen Theresienstadt und Josephstadt gebaut und die Festung Königgrätz entworfen.
Als der Türkenkrieg von 1787 ausbrach und der Rückzug von Karánsebes im Chaos endete, ging Pellegrini schnell in die Festung Temesvár. Von dort wollte er die Belagerung von Belgrad unterstützen. Als am 30. September 1789 der Sturm auf die Festung erfolgte und Feldmarschall Laudon durch einen Pferdetritt kurzfristig ausfiel, übernahm Pellegrini das Kommando und konnte die eroberten Vorstädte sichern, was zum späteren Fall der Festung führte. Dafür erhielt er am 12. Oktober 1789 das Großkreuz des Maria-Theresien-Ordens.
Nach dem Krieg kehrte er nach Wien zurück und baute auf der Wasserkunst-Bastei ein Haus. 1792 erhielt er von Kaiser Franz II. den Orden vom Goldenen Vließ, außerdem am 13. Januar 1792 das böhmische Inkolat im Herrenstand sowie im gleichen Jahr das Indigenat von Ungarn.